# Судження
Судження — форма мисленнєвого відображення об’єктивної дійсності, яка полягає у співвідношенні понять. У судженні стверджують про наявність або відсутність ознак, властивостей чи відношень у певних об’єктах. (Наприклад: “Ця квітка біла”, “Сума всіх кутів трикутника дорівнює 180 градусам” тощо.)
Це форма мислення, в якій що-небудь стверджується або заперечується про предмет думки.

## Опис
Це форма мислення, яка розкриває зв'язок між предметом і його ознакою.
Існує декілька її визначень. Найважливіші з них такі:
1. судження — це думка, у якій стверджується наявність або відсутність властивостей у предметів, відношень між предметами, зв'язків між ситуаціями;
2. судження є такою думкою, у якій при її висловлюванні дещо стверджується про предмети дійсності і яка об'єктивно є або істиною чи хибною і при цьому неодмінно однією із двох;
3. судження — це думка, що виражається розповідними реченнями і є істиною або хибною[3].

## Структура судження
Судження складається із суб'єкта, предиката і зв'язки.
Суб'єкт — це те, про що йдеться у судженні. Суб'єкт — не сам предмет дійсності, а поняття про нього. Суб'єкт позначається літерою S.
Предикат — це те, що мовиться у судженні про предмет думки. Предикат є поняттям про те, що стверджується або заперечується про предмет, виражений суб'єктом. Позначається предикат літерою Р.
Суб'єкт і предикат судження називаються термінами судження.
Зв'язка в судженні є відображенням зв'язку, існуючого між предметом думки і певною властивістю; зв'язка установлює, належить чи не належить предметові судження властивість, мислима в предикаті. Зв'язка виражається такими словами, як "є", "не є" тощо.

## Види

### Судження може бути або істинним, або хибним
Істинним називається таке судження, котре правильно відображає дійсність, відповідає тому, що є насправді.
Хибним є судження, яке неправильно відображає дійсність, не відповідає тому, що є насправді.
Так, судження: "Народ — творець історії"; "Суд — орган правосуддя"; "Вирок суду має бути законним і обґрунтованим" — є істинними, вони відповідають дійсності, правильно відображають її. А таке судження, як "Харків більший від Києва", "Мистецтво не відображає дійсності", "Крадіжка не є злочин" — хибні, оскільки те, що висловлюється у кожному з них, не відповідає дійсності.

### Судження за будовою може бути простим і складним
Простим судженням називається судження, яке складається з одного суб'єкта і одного предиката.
Складним судженням називається таке судження, в якому наявні кілька предикатів чи суб'єктів. Складні судження складаються з кількох простих суджень.
Так, судження: "Книга є джерелом інформації"  є простим судженням. У цьому випадку суб'єктом є понятт "книга", предикатом - поняття "джерело інформації", а зв'язка виражена словом "є".  "Розбій і грабіж - це злочин проти власності" є складним судженням, яке складається з двох простих, а саме: "Розбій - це злочин проти власності" і "Грабіж - злочин проти власності".

### Судження за змістом може бути атрибутивним, судження відношення та судження існування
- Атрибутивним  називається таке просте судження предикат якого представляє таку ознаку як властивість.

Наприклад, "Франція є республікою", "Цукор є солодким" тощо.
Формула таких суджень: S - P.

#### Атрибутивні судження поділяються на види за кількістю і якістю
За якістю логічної  зв’язки виділяють стверджувальні (S є P) і заперечувальні (S не є P) атрибутивні судження. 
Наприклад, "Злочин є суспільно небезпечним вчинком" - стверджувальне судження; "Жоден мій приятель не має посвідчення водія" - заперечувальне судження.
За обсягом суб’єкта: одиничні, загальні, часткові атрибутивні судження.
1. Одиничним називається таке атрибутивне судження, у якому суб'єктом виступає одиничне поняття. Формула: S1 є P.

Наприклад, "Автор "Кобзаря" є відомим художником".
1. Загальним називається таке атрибутивне судження, у якому суб'єктом є загальне поняття.

Наприклад, "Трапеція є геометричною фігурою".
1. Частковим називається атрибутивне судження, у якому суб'єкт представляє частину класу досліджуваних предметів[6].

Формула: Тільки деякі S - P, деякі а можливо всі. Формула S - P. 
Наприклад, "Деякі книжки мають довідковий характер", "Деякі угоди є односторонніми".
- Судження з відношеннями називається такий вид простих суджень у яких предикат представляє таку ознаку як відношення між предметами.

Наприклад, "Київ розташований вище по Дніпру ніж Канів". У  судженні стверджується, що відношення "розташований вище по Дніпру" має місце між двома предметами "Києвом" і "Каневом". Формула таких суджень:  xRy, де х і y - це члени відношень(у нашому прикладі ними є Київ і Канів), R - саме відношення (розташований вище по Дніпру). 
- Судженням існування називається вид простих суджень в яких предикат виражає наявність (буття) предмета.

Наприклад, "Є люди, які можуть прогнозувати майбутнє". У  судженні стверджується існування людей, здатних до прогнозування.

## Значення судження
Наука логіка навчає як правильно будувати судження, умовиводи, прищеплює вміння оперувати поняттями й судженнями, застерігає від можливих логічних помилок. Правильній постановці запитання надається велике значення у будь-якій науці, у будь-якій галузі пізнання. 
Значна увага правильній постановці запитань надається в юридичній науці і судовій практиці, особливо під час розслідування та розгляду кримінальних справ і, зокрема, під час планування розслідування, побудови версій, збирання і перевірки доказів, під час допиту свідків, потерпілих і обвинувачуваних, у судовій експертизі та інших слідчих діях.